# Jean-François Duroure
Jean-François Duroure, né le 8 janvier 1964 à Bagnols-sur-Cèze et mort le 6 mars 2021 à Strasbourg, est un danseur, chorégraphe et pédagogue français de danse contemporaine.

## Biographie

### Enfance et études
Il commence très jeune la gymnastique avant de faire ses premiers pas dans la danse contemporaine avec le chorégraphe Dominique Bagouet à 14 ans et participe à des stages avec Odile Duboc, Josette Baiz et puis Andy Degroat, Mark Tompkins, Hideyuki Yano. 
A 16 ans, il est diplômé de la Fédération française en option Danse classique et Jazz. La même année, il entre au Centre national de danse contemporaine d'Angers. Au bout de 7 mois dans cette école, il entre dans la compagnie de Viola Farber au sein de laquelle il rencontre Mathilde Monnier.
En 1984, après avoir obtenu une bourse du ministère de la culture, il part à New York avec Mathilde Monnier pour étudier la technique Cunningham. C'est une technique construite sur la respiration et l'alternance de contraction et de décontraction du corps. Ils y créent leur premier duo nommé Pudique Acide.

### Activité professionnelle
À 19 ans, il est engagé au Tanztheater Wuppertal par Pina Bausch et participe notamment à la création d’Auf dem Gebirge hat man ein Geschrei gehört.
En 1988, Jean-François Duroure crée sa propre compagnie du même nom et crée un grand nombre de spectacles. 
En 1994, après avoir fait une tournée en France, il part au Ghana et collabore avec le ballet national du Ghana. 
En 1996, le Festival Fin de Siècle commande à Jean-François Duroure la soirée d’ouverture au palais des congrès.
En 2001, il devient le chorégraphe responsable des études chorégraphiques au Conservatoire Cité de la danse et de la musique de Strasbourg où il développe une danse de l’improvisation et de la création individuelle comme expression de l’intériorité humaine.

## Principales chorégraphies
- 1984 : Pudique acide
- 1985 : Extasis
- 1985 : Mama, Monday, Sunday or Always
- 1985 : Royal Stewart
- 1987 : Mort de rire
- 1988 : La Anqâ
- 1988 : La maison des plumes vertes
- 1990 : Cosmono nox
- 1992 : Terra incognita
- 1993 : La Nuit partagée
- 1993 : L'Éphémère
- 1993 : Le Langage des oiseaux
- 1998 : What are you doing here ?[7]